# Illa North Kent
L'illa North Kent és una de les Illes de la Reina Elisabet deshabitades a les illes àrtiques canadenques a la regió de Qikiqtaaluk de Nunavut, Canadà. Es troba a l’estret de Cardigan entre la península de Colin Archer de l'illa Devon i la península de Simmons de l'illa d'Ellesmere.

## Geografia
Els 590 km² de l'illa són plans i coberts de gel, amb penya-segats escarpats.

## Fauna
North Kent Island és una àrea important d'aus canadenca (#NU052) i un lloc del programa biològic internacional. Les espècies d'ocells notables inclouen el guillemot negre, l'èdre comú, la gavina glauca i la gavina de Thayer.
La morsa, la foca barbuda, la foca anellada i el narval freqüenten la zona.